# Episodi di Brooklyn Nine-Nine (sesta stagione)
La sesta stagione della serie televisiva Brooklyn Nine-Nine è stata trasmessa in prima visione negli Stati Uniti d'America da NBC dal 10 gennaio al 16 maggio 2019.
In Italia la stagione è disponibile dal 10 gennaio 2021 su Netflix.
| nº | Titolo originale      | Titolo italiano             | Prima TV USA     | Pubblicazione Italia |
| -- | --------------------- | --------------------------- | ---------------- | -------------------- |
| 1  | Honeymoon             | Luna di miele               | 10 gennaio 2019  | 10 gennaio 2021      |
| 2  | Hitchcock & Scully    | Hitchcock e Scully          | 17 gennaio 2019  | 10 gennaio 2021      |
| 3  | The Tattler           | Il traditore                | 24 gennaio 2019  | 10 gennaio 2021      |
| 4  | Four Movements        | Quattro movimenti           | 31 gennaio 2019  | 10 gennaio 2021      |
| 5  | A Tale of Two Bandits | Racconto di due banditi     | 7 febbraio 2019  | 10 gennaio 2021      |
| 6  | The Crime Scene       | La scena del crimine        | 14 febbraio 2019 | 10 gennaio 2021      |
| 7  | The Honeypot          | Il vaso di miele            | 21 febbraio 2019 | 10 gennaio 2021      |
| 8  | He Said, She Said     | La sua parola contro la mia | 28 febbraio 2019 | 10 gennaio 2021      |
| 9  | The Golden Child      | Sono meglio io!             | 7 marzo 2019     | 10 gennaio 2021      |
| 10 | Gintars               | Gintars                     | 14 marzo 2019    | 10 gennaio 2021      |
| 11 | The Therapist         | Lo psichiatra               | 21 marzo 2019    | 10 gennaio 2021      |
| 12 | Casecation            | Casovacanza                 | 11 aprile 2019   | 10 gennaio 2021      |
| 13 | The Bimbo             | Il bamboccio                | 18 aprile 2019   | 10 gennaio 2021      |
| 14 | Ticking Clocks        | Conto alla rovescia         | 25 aprile 2019   | 10 gennaio 2021      |
| 15 | Return of the King    | Il ritorno del re           | 2 maggio 2019    | 10 gennaio 2021      |
| 16 | Cinco de Mayo         | Cinco de Mayo               | 9 maggio 2019    | 10 gennaio 2021      |
| 17 | Sicko                 | Lo psicopatico              | 16 maggio 2019   | 10 gennaio 2021      |
| 18 | Suicide Squad         | La squadra suicida          | 16 maggio 2019   | 10 gennaio 2021      |